# Domani è primavera
Domani è primavera è un singolo della cantante italiana Fiorella Mannoia, in collaborazione con il cantautore italiano Michele Bravi, pubblicato il 14 giugno 2024.

## Descrizione
Scritto dalla cantautrice Amara e prodotto da Carlo Di Francesco, il brano rappresenta «un grido di speranza che celebra la ricerca dell'amore e la voglia di continuare a ballare tra le difficoltà della vita.»

## Video musicale
Il video musicale, diretto da Yuri Santurri, è stato pubblicato il 27 giugno 2024 attraverso il canale YouTube della cantante.

## Tracce
Testi e musiche di Erika Mineo.
1. Domani è primavera (feat. Michele Bravi) – 3:20